# Zemský okres Rendsburg-Eckernförde
Zemský okres Rendsburg-Eckernförde (německy Kreis Rendsburg-Eckernförde) je zemský okres v německé spolkové zemi Šlesvicko-Holštýnsko. Sídlem správy zemského okresu je město Rendsburg. Má přibližně 273 tisíc obyvatel. 

## Města a obce
Města:
1. Büdelsdorf
2. Eckernförde
3. Rendsburg
4. Nortorf

Obce:
1. Achterwehr
2. Ahlefeld-Bistensee
3. Alt Duvenstedt
4. Altenhof
5. Altenholz
6. Arpsdorf
7. Ascheffel
8. Aukrug
9. Bargstall
10. Bargstedt
11. Barkelsby
12. Beldorf
13. Bendorf
14. Beringstedt
15. Bissee
16. Blumenthal
17. Böhnhusen
18. Bokel
19. Bordesholm
20. Borgdorf-Seedorf
21. Borgstedt
22. Bornholt
23. Bovenau
24. Brammer
25. Bredenbek
26. Breiholz
27. Brekendorf
28. Brinjahe
29. Brodersby
30. Brügge
31. Bünsdorf
32. Christiansholm
33. Damendorf
34. Damp
35. Dänischenhagen
36. Dätgen
37. Dörphof
38. Ehndorf
39. Eisendorf
40. Ellerdorf
41. Elsdorf-Westermühlen
42. Embühren
43. Emkendorf
44. Felde
45. Felm
46. Fleckeby
47. Flintbek
48. Fockbek
49. Friedrichsgraben
50. Friedrichsholm
51. Gammelby
52. Gettorf
53. Gnutz
54. Gokels
55. Goosefeld
56. Grauel
57. Grevenkrug
58. Groß Buchwald
59. Groß Vollstedt
60. Groß Wittensee
61. Güby
62. Haale
63. Haby
64. Hamdorf
65. Hamweddel
66. Hanerau-Hademarschen
67. Haßmoor
68. Heinkenborstel
69. Hoffeld
70. Hohenwestedt
71. Hohn
72. Holtsee
73. Holzbunge
74. Holzdorf
75. Hörsten
76. Hummelfeld
77. Hütten
78. Jahrsdorf
79. Jevenstedt
80. Karby
81. Klein Wittensee
82. Königshügel
83. Kosel
84. Krogaspe
85. Kronshagen
86. Krummwisch
87. Langwedel
88. Lindau
89. Lohe-Föhrden
90. Loop
91. Loose
92. Luhnstedt
93. Lütjenwestedt
94. Meezen
95. Melsdorf
96. Mielkendorf
97. Molfsee
98. Mörel (Holštýnsko)
99. Mühbrook
100. Negenharrie
101. Neudorf-Bornstein
102. Neu Duvenstedt
103. Neuwittenbek
104. Nienborstel
105. Nindorf
106. Noer
107. Nübbel
108. Oldenbüttel
109. Oldenhütten
110. Osdorf
111. Ostenfeld
112. Osterby
113. Osterrönfeld
114. Osterstedt
115. Ottendorf
116. Owschlag
117. Padenstedt
118. Prinzenmoor
119. Quarnbek
120. Rade bei Hohenwestedt
121. Rade bei Rendsburg
122. Reesdorf
123. Remmels
124. Rickert
125. Rieseby
126. Rodenbek
127. Rumohr
128. Schacht-Audorf
129. Schierensee
130. Schinkel
131. Schmalstede
132. Schönbek
133. Schönhorst
134. Schülldorf
135. Schülp bei Nortorf
136. Schülp bei Rendsburg
137. Schwedeneck
138. Seefeld
139. Sehestedt
140. Sophienhamm
141. Sören
142. Stafstedt
143. Steenfeld
144. Strande
145. Tackesdorf
146. Tappendorf
147. Techelsdorf
148. Thaden
149. Thumby
150. Timmaspe
151. Todenbüttel
152. Tüttendorf
153. Waabs
154. Wapelfeld
155. Warder
156. Wasbek
157. Wattenbek
158. Westensee
159. Westerrönfeld
160. Windeby
161. Winnemark